# Dysoxylum lenticellatum
Dysoxylum lenticellatum là một loài thực vật có hoa trong họ Meliaceae. Loài này được C.Y.Wu mô tả khoa học đầu tiên năm 1977.